# Guaxinim-pigmeu
O guaxinim-pigmeu (Procyon pygmaeus), é uma espécie de guaxinim encontrada em Cozumel, no México. Tal como a maioria das espécies dessa ilha acredita-se que tenho evoluído dos seus parentes continentais tendo sido afetado por nanismo insular.

## Distribuição e habitat
O guaxinim-pigmeu é encontrado apenas na ilha de Cozumel. Em pantanais arenosos, e manguezais. No entanto espécimes já foram encontrados em florestas semi-perenes, e regiões agrícolas, circundantes desses habitats.